# Afromizonus
Afromizonus is een geslacht van kevers uit de familie van de loopkevers (Carabidae). De wetenschappelijke naam van het geslacht is voor het eerst geldig gepubliceerd in 1947 door Basilewsky.

## Soorten
Het geslacht Afromizonus omvat de volgende soorten:
- Afromizonus ruber Basilewsky, 1950
- Afromizonus tecospilus Basilewsky, 1947
- Afromizonus voltae Basilewsky, 1946